# Mimoclystia thorenaria
Mimoclystia thorenaria är en fjärilsart som beskrevs av Swinhoe 1904. Mimoclystia thorenaria ingår i släktet Mimoclystia och familjen mätare. Inga underarter finns listade i Catalogue of Life.